# Colpotrochia watanka
Colpotrochia watanka är en stekelart som beskrevs av Ian D. Gauld och Sithole 2002. Colpotrochia watanka ingår i släktet Colpotrochia och familjen brokparasitsteklar. Inga underarter finns listade i Catalogue of Life.